# Kommunalwahlen in Südafrika 2016
Die Kommunalwahlen in Südafrika 2016 (englisch 2016 Municipal Elections, Local Government Election 2016) fanden am 3. August statt. Dabei wurden die Mitglieder der Kommunal- und Regionalvertretungen in den südafrikanischen Distrikten, Metropolgemeinden und Gemeinden neu gewählt. Für den Ablauf der Wahlen war die Independent Electoral Commission (IEC) zuständig. Es waren die fünften Kommunalwahlen nach der 1996 verabschiedeten Verfassung.
Der African National Congress (ANC) hatte eine landesweite absolute Mehrheit zu verteidigen sowie die absoluten Mehrheiten in allen Metropolgemeinden außer Kapstadt, wo die Democratic Alliance (DA) die absolute Mehrheit gewonnen hatte. Erstmals traten die Economic Freedom Fighters (EFF), die in der Nationalversammlung drittstärkste Kraft sind, zu den Kommunalwahlen an.

## Kommunalwahlen

### Ausgangslage
Die Wahlen finden alle fünf Jahre landesweit am gleichen Tag statt. Die gewählten Gremien (Councils) wählen den Bürgermeister (Mayor). Bei Ausscheiden eines direkt gewählten Kandidaten erfolgt eine Nachwahl.
2011 – nach Zweitstimmen auf Gemeindeebene gerechnet – erhielt der ANC landesweit rund 62,9 %, die DA 24,1 %, Inkatha Freedom Party (IFP) 3,6 %, National Freedom Party (NFP) 2,4 %, Congress of the People (COPE) 2,2 %, United Democratic Movement (UDM) 0,6 %, African Christian Democratic Party 0,6 % und Vryheidsfront Plus 0,4 %. Die restlichen Stimmen verteilten sich auf zahlreiche kleinere Parteien. 13,66 Millionen Wähler hatten abgestimmt; die Wahlbeteiligung betrug somit 57,6 %. Auf Distriktebene – also ohne die Metropolgemeinden – erhielt der ANC 69,4 % und die DA 15,3 % von insgesamt rund 7,88 Millionen gültigen Stimmen.
Präsident Jacob Zuma gab den Wahltermin am 6. April 2016 bekannt.
Zugleich mit den Wahlen fand in Teilen Südafrikas eine Gemeindereform statt. Davon waren 90 Gemeinden betroffen, unter anderem weil sie zusammengelegt oder aufgeteilt wurden.
Themen des Wahlkampfs waren das Finanzmanagement der Gemeindeverwaltungen, die öffentliche Dienstleistungserbringung (service delivery), die Korruption, die anhaltende Dürre, der öffentliche Nahverkehr, der Wohnungsmarkt und die Arbeitsmöglichkeiten für Jugendliche, aber auch eine mögliche Abrechnung mit der Politik von Präsident Zuma, örtlich auch Protest gegen die Gemeindereform.
Der ANC strebte die Mehrheit der Ratssitze in Kapstadt an, während die DA neben der Ratsmehrheit in Kapstadt die Ratsmehrheit in Tshwane (mit der Hauptstadt Pretoria), Johannesburg, Nelson Mandela Bay (mit Port Elizabeth) und Tlokwe (mit der Stadt Potchefstroom) erringen wollte. Die EFF gaben an, die Wahlen gewinnen zu wollen, um dann 2019 die Regierung Südafrikas übernehmen zu können.
Mitte Juni kam es zu Ausschreitungen mit mehreren Toten in Tshwane, nachdem bekannt geworden war, dass der Mayor Kgosientso Ramokgopa vom ANC nicht wieder kandidieren durfte, sondern durch einen ehemaligen Minister ersetzt wurde.

#### Zugelassene Parteien
Neben fast allen in der Nationalversammlung vertretenen Parteien wurden zahlreiche kleinere oder lokale Parteien zugelassen. Insgesamt wurden 204 Parteien zugelassen. Die National Freedom Party ist zwar in der Nationalversammlung vertreten, wurde aber wegen fehlender Zahlungen ausgeschlossen. 63.654 Kandidaten für die 9301 Mandate traten an.

#### Registrierung
Wähler mussten sich vor der Wahl registrieren lassen. Letzter Termin war der 10. April 2016. Für das aktive Wahlrecht musste man mindestens 18 Jahre alt sein. Nur südafrikanische Staatsbürger durften wählen. Rund 26,3 Millionen Südafrikaner wurden registriert, das waren etwa 77 Prozent der Wahlberechtigten. Diese konnten ihre Stimmen in einem der rund 22.600 Wahllokale abgeben.

### Ablauf
Jeder Wähler hatte auf Gemeindeebene zwei Stimmen, eine für einen Direktkandidaten und eine Zweitstimme für eine Parteiliste. Die Hälfte der Mandate wurde nach dem Mehrheitswahlrecht an den stärksten Bewerber des Wahlkreises (ward) vergeben, die Sitzverteilung richtete sich jedoch nach dem Verhältniswahlrecht bzw. nach proportional representation nach der Gesamtzahl der Stimmen im gesamten Wahlbereich und dem Auszählungsverfahren nach Hare/Niemeyer-Verfahren. Überhangmandate waren möglich. Es gab keine Sperrklausel. Bewohner eines District hatten auch bei der Wahl des District Council eine Stimme.
Die Wahllokale schlossen planmäßig um 19 Uhr Ortszeit. Die Wahlbeteiligung war hoch; es gab nur wenige Zwischenfälle.

### Ergebnis
|                                                              | African National Congress Democratic Alliance Inkatha Freedom Party Independent Civic Organisation |
| 0ANC und DA etwa gleich stark 0ANC und IFP etwa gleich stark | |

Ergebnisse nach Gemeinden (dunkler Farbton = absolute Mehrheit, heller Farbton = relative Mehrheit):

14.910.334 gültige Zweitstimmen wurden gezählt, das entspricht rund 57 Prozent der registrierten Wähler. Der ANC erhielt landesweit 54,5 % der Zweitstimmen, die DA 27,0 %. Drittstärkste Kraft wurden die EFF mit 8,2 %, gefolgt von IFP mit 4,3 %, African Independent Congress (AIC) mit 1,0 %, Vryheidsfront Plus mit 0,8 % und UDM mit 0,6 %. Alle anderen Parteien blieben unter 0,5 %.
Der ANC war in 176 Gemeinden (einschließlich Metropolgemeinden) stärkste Kraft, die DA in 24 Gemeinden, darunter Kapstadt, Nelson Mandela Bay und Tshwane, die IFP in sieben Gemeinden und die Independent Civic Organisation of South Africa (ICOSA) in der Gemeinde Kannaland. Der ANC verlor neben den Metropolgemeinden Nelson Mandela Bay und Tshwane die absolute Mehrheit der Mandate in Johannesburg und Ekurhuleni.

### Folgen
Die Gemeinderäte hatten 14 Tage Zeit, einen Sprecher (Speaker) zu wählen, der die Wahl des Mayor einzuleiten hat.
Die EFF beschlossen, in Gemeinden ohne absolute Mehrheit einer Partei keine Koalitionen zu bilden, aber die DA taktisch zu unterstützen, um das Problem der mangelhaften Erbringung von Dienstleistungen, das dem ANC angelastet wird, zu bekämpfen. In der Folge wurden mehrere Mayors der DA gewählt, etwa Solly Msimanga in Tshwane und Athol Trollip in Nelson Mandela Bay.

## Hintergrund
Das südafrikanische Kommunalwahlsystem wurde Mitte der 1990er Jahre maßgeblich vom deutschen Bundesrat mitgestaltet. Dabei wurde von allen Seiten Wert auf die Verankerung des Kommunalwahlsystems in der südafrikanischen Verfassung gelegt.